# Anton Mintál
Anton Mintál (* 17. července 1955) je bývalý slovenský fotbalový útočník. Jeho synem je Marek Mintál.

## Fotbalová kariéra
V československé lize hrál za ZVL Žilina. Dal 4 ligové góly. Ve druhé nejvyšší soutěži hrál i za VP Frýdek-Místek. Od sezony 1991/92 hrál v rakouském SC Sarasdorf, od jara 1997 byl v Bytčici, kde ukončil kariéru.

## Ligová bilance
| Ročník                                      | Zápasy | Góly | Minuty | Klub             |
| ------------------------------------------- | ------ | ---- | ------ | ---------------- |
| 1. československá fotbalová liga 1974/75    | 14     | 1    | 714    | ZVL Žilina       |
| 1. československá fotbalová liga 1975/76    | 11     | 2    | 399    | ZVL Žilina       |
| 1. československá fotbalová liga 1976/77    | 19     | 0    | 1 122  | ZVL Žilina       |
| 1. československá fotbalová liga 1977/78    | 22     | 1    | 1 865  | ZVL Žilina       |
| 1. slovenská národní fotbalová liga 1978/79 | –      | 13   | –      | ZVL Žilina       |
| česká národní fotbalová liga 1981/82        | 15     | 4    | –      | VP Frýdek-Místek |
| 1. slovenská národní fotbalová liga 1988/89 | 19     | 2    | –      | ZVL Žilina       |
| CELKEM 1. liga                              | 66     | 4    | 4 000  |                  |